# Liste der Kulturdenkmäler in Niederöfflingen
In der Liste der Kulturdenkmäler in Niederöfflingen sind alle Kulturdenkmäler der rheinland-pfälzischen Ortsgemeinde Niederöfflingen aufgeführt. Grundlage ist die Denkmalliste des Landes Rheinland-Pfalz (Stand: 10. August 2023).

## Einzeldenkmäler
| Bezeichnung                            | Lage                              | Baujahr                  | Beschreibung                                                                                    | Bild                           |
| -------------------------------------- | --------------------------------- | ------------------------ | ----------------------------------------------------------------------------------------------- | ------------------------------ |
| Kriegerdenkmal 1914/18                 | Donatusstraße Lage                | 1920er oder 1930er Jahre | Kriegerdenkmal 1914/18                                                                          | Fotos hochladen                |
| Katholische Edeltrudiskapelle          | Gartenpfad, Ecke Kapellenweg Lage | 1950                     | kleiner Bruchsteinbau, bezeichnet 1950; Steinskulptur, romanisch (?); Brunnen, 1608 neu gefasst | weitere Bilder Fotos hochladen |
| Katholische Pfarrkirche St. Edeltrudis | Kirchgasse 2 Lage                 | 1822                     | vierachsiger Saalbau, 1822, mit Werksteinen der zerstörten Abtei Himmerod                       | weitere Bilder Fotos hochladen |
| Wegekreuz                              | nördlich des Ortes an der L 63    | 1769                     | Schaftkreuz, Rotsandstein, bezeichnet 1769                                                      | weitere Bilder Fotos hochladen |